# بني خلاد (ولاية تلمسان)
بني خلاد أو سوق الخميس اٍحدى بلديات دائرة هنين بولاية تلمسان الجزائرية.